# Fernando de Araujo Gomes

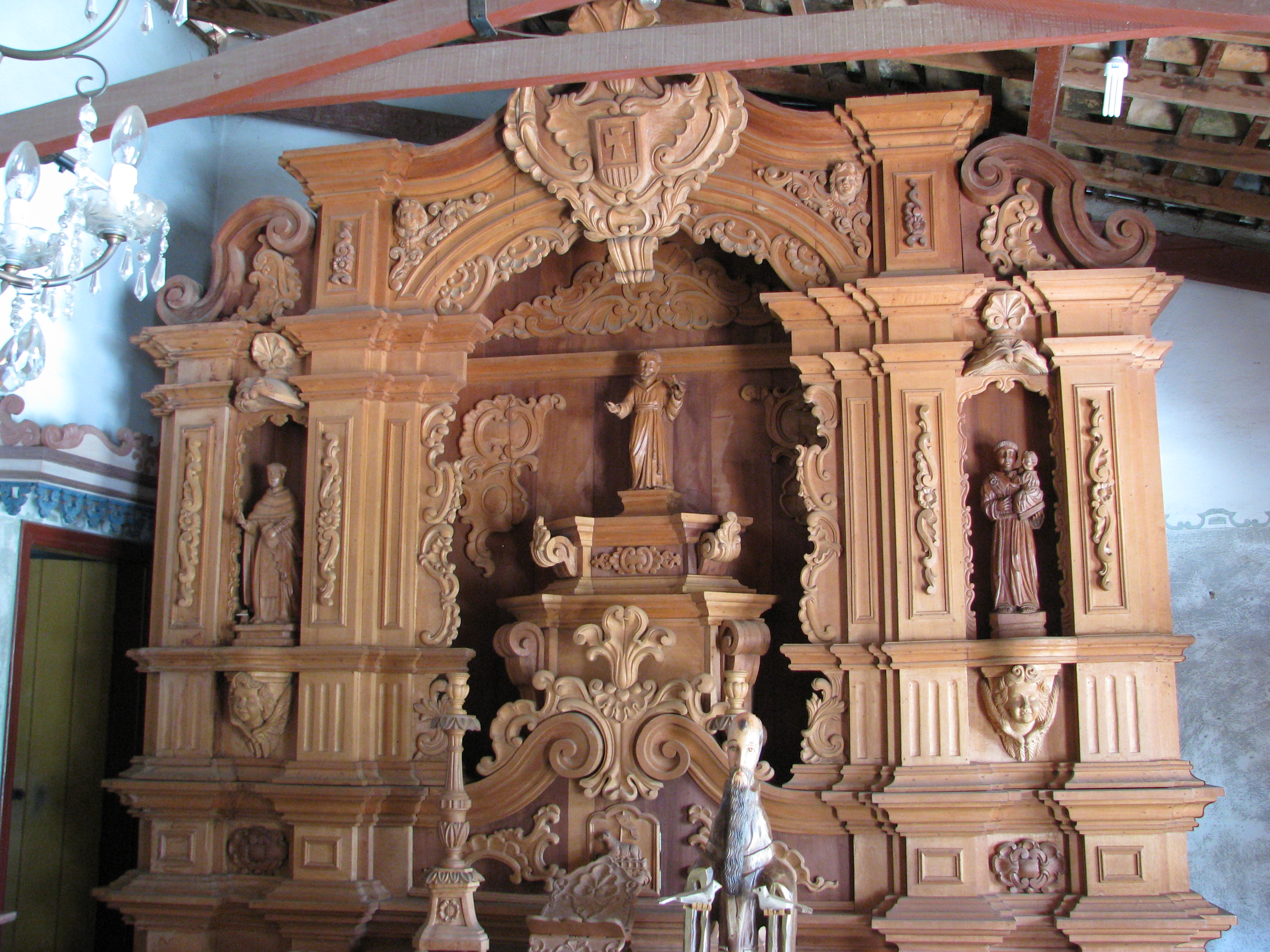
Altar esculpido pelo artista

Fernando de Araújo Gomes (Garanhuns, 20 de junho de 1932 — São João del Rei, 22 de outubro de 1998) foi um artista plástico pernambucano, radicado em São João del Rei, MG, dedicado principalmente à escultura de obras sacras em madeira.

## Biografia
Fernando nasceu em 20 de junho de 1932 na cidade de Garanhuns, Pernambuco. Artista autodidata, iniciou-se nas artes ainda muito jovem criando imagens em alto-relevo de personalidades em evidência na sua época. Contudo, a ferramenta de trabalho era seu canivete e o material de trabalho eram as carteiras do Colégio Diocesano, onde o pequeno Fernando estudou. Isso resultou em advertências ao aluno “peralta” e na obrigação pelo seu pai de pagar pelos estragos. Surgiu aí o talentoso artista que mais tarde seria conhecido como “Mestre Fernando”.
Mestre Fernando saiu de sua cidade natal para a cidade de São João del Rei, Minas Gerais, ao ser contratado pela companhia norte-americana Morrison Knudsen, especializada em engenharia civil e construções, para a instalação da usina hidrelétrica de Camargos, próximo daquela cidade, que entrou em operação em 1960.
Mais tarde, foi professor de desenho técnico na Universidade Federal de São João del-Rei - Funrei e no Serviço Nacional de Aprendizagem Industrial – Senai por 16 anos. Ministrou também cursos para adultos em Barroso, cidade próxima a São João del Rei.
Além de entalhes e esculturas em madeira, Mestre Fernando também se dedicou em menor escala à pintura de quadros e recebeu premiações por algumas de suas obras. O artista leu sobre a obra e a vida de Aleijadinho que lhe serviu de inspiração e cujo estilo influenciou seu próprio trabalho.
Mestre Fernando participou de diversas exposições, por exemplo no
Centro Cultural Banco do Brasil, no Rio de Janeiro, em que sua obra São João Batista em jacarandá preto recebeu a medalha de prata.
Em 1977 Mestre Fernando inaugurou em Tiradentes a loja Fernando Moveis Artesanatos, onde além do comércio de peças do artesanato local expunha também algumas de suas obras. No mesmo local foi montada a capela Nossa Sra. de Nazareth com peças de sua autoria, peças essas que, em 2012, foram transferidas por doação da família para a nova Capela do Santíssimo do Santuário do Bom Jesus na Paróquia do Senhor Bom Jesus de Matosinhos em São João del Rei. A loja ainda abriga um altar todo esculpido pelo Mestre Fernando, medindo 4,40 metros de altura por 3,60 metros de comprimento, que foi objeto de matéria publicada na Revista Manchete de 6 de abril de 1996 sobre a cidade de Tiradentes. O mesmo altar foi objeto de citação em matéria de O Globo de 9 de novembro de 1996, por ocasião da 13a. Expo de Mesas de Natal no Hotel Othon no Rio de Janeiro, em que aparece em foto ao lado de José Aparecido de Oliveira.
O trabalho de Mestre Fernando é citado na obra Artes Plásticas Brasil, volume 13, de Júlio Louzada.
Mestre Fernando dedicou-se às artes por mais de 40 anos. Faleceu em 22 de outubro de 1998 em sua casa em São João del Rei, deixando a esposa Celeste e os filhos Ligia, Thaís, Fernando e Denise, e foi sepultado no Cemitério de São Francisco de Assis, mesmo local onde jaz também Tancredo Neves.